# イオンマリナタウン店

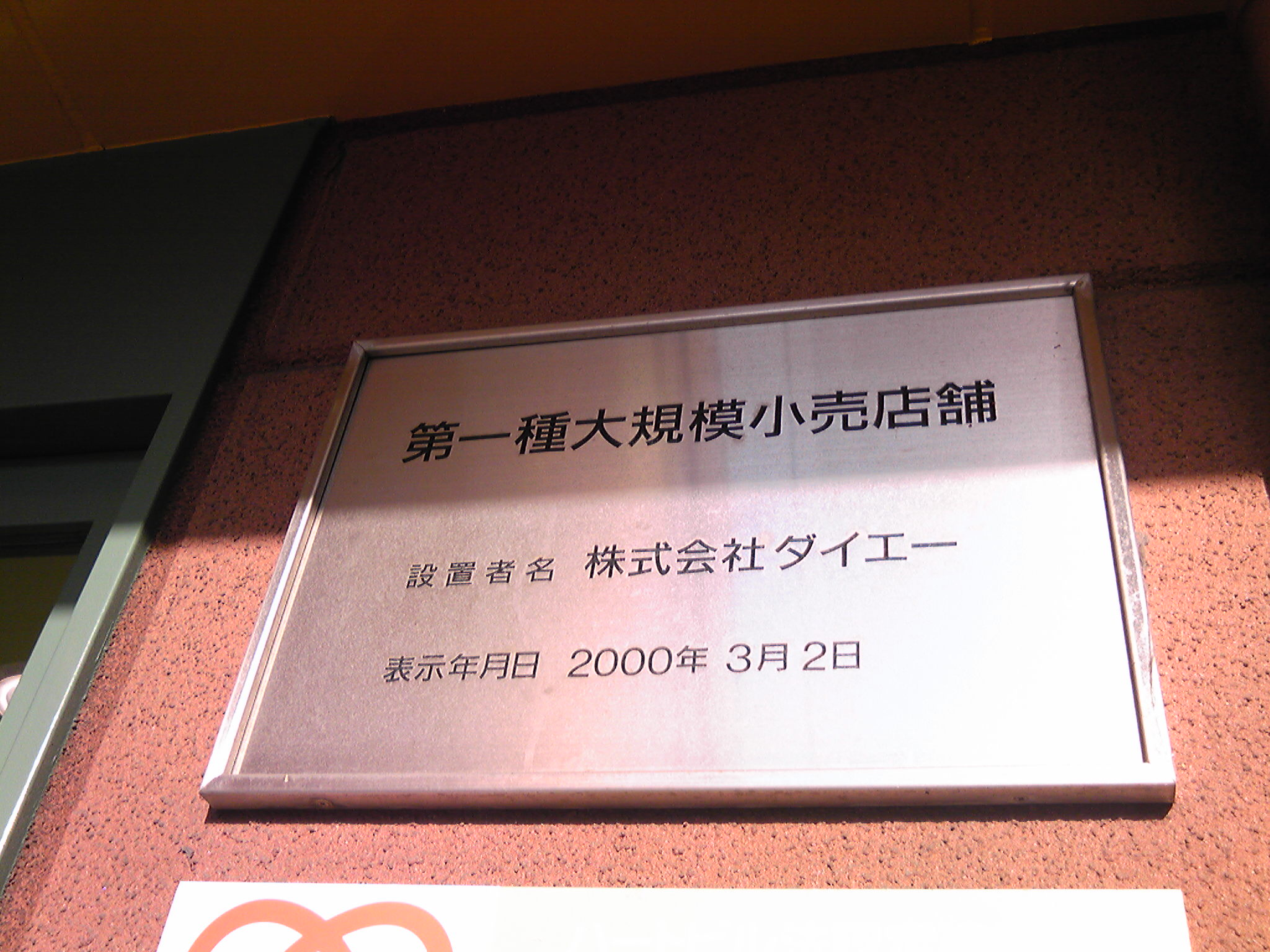
大規模小売店舗表示板

イオン マリナタウン店（イオン マリナタウンてん）は、福岡県福岡市西区豊浜にある大型商業施設（ショッピングセンター）である。ダイエー時代の店番号は0692。

## 概要

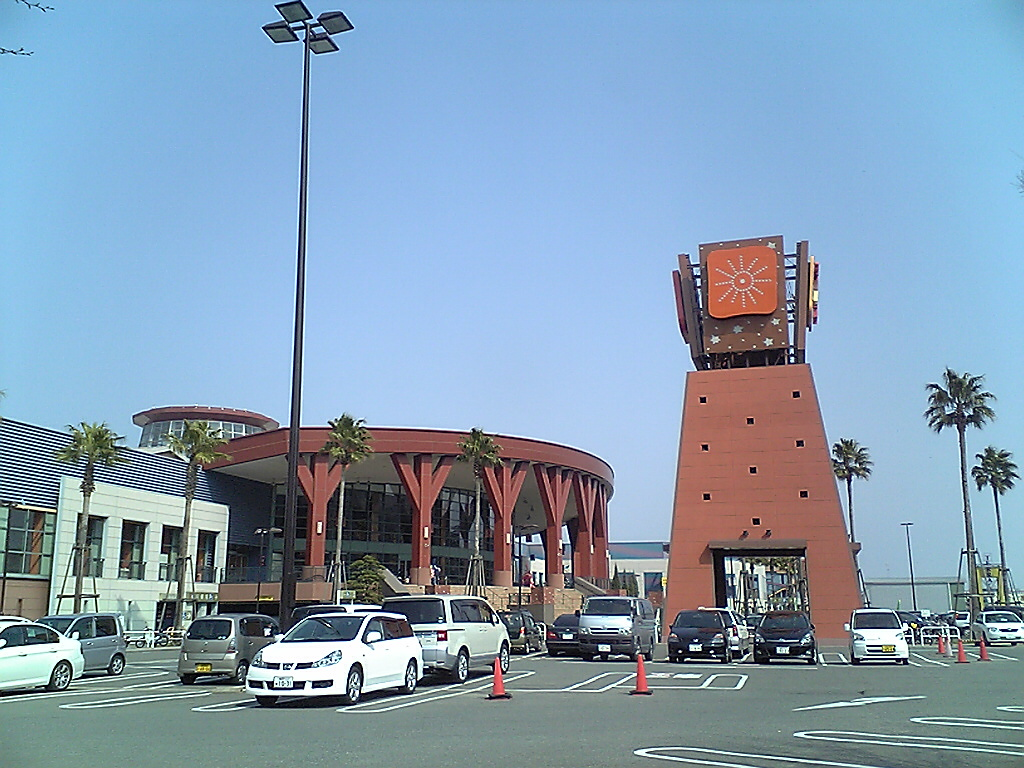
ショッパーズモール時代の正面入り口

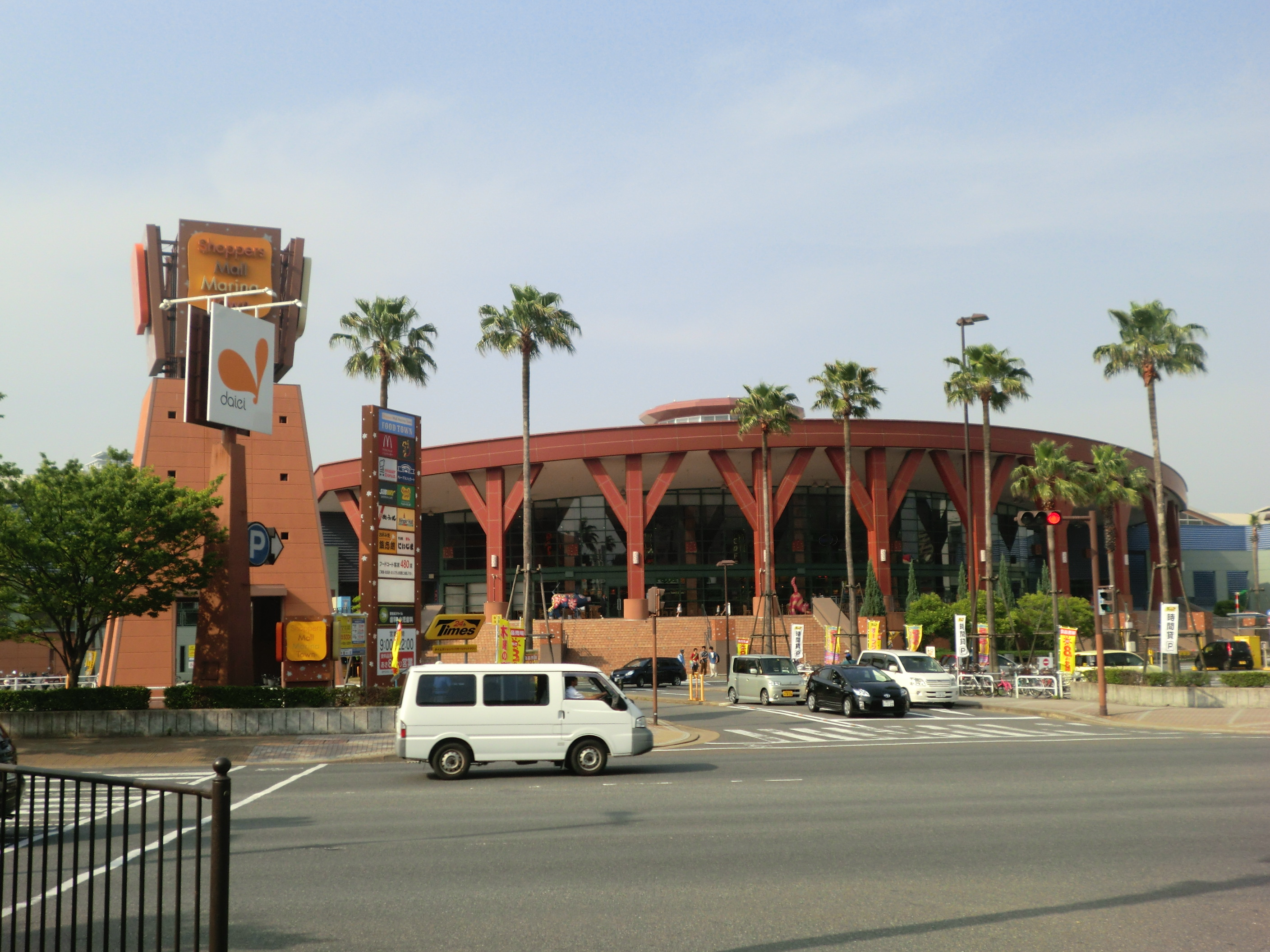
ショッパーズモールマリナタウン時代

福岡市西区の住宅地、西福岡マリナタウンに隣接する商業施設としてダイエーがショッパーズモールマリナタウンを開業。
1995年春に敷地が決定。その後近隣住民から建物などについて様々な要望が出され、またダイエーがGMS（総合スーパー）としての新たな道を探ろうとしていた時期であったことから、店舗の作り方を考え直し、日本初のサーキットモール型のショッピングセンターとして開業した。当店の建物はハートビル法認定建築物でもある。
かつてこの敷地が炭坑のボタ山として使われていたことにちなみ、当時のダイエーの中内功会長からは、「砂と山のイメージ」という注文が出された。設計コンセプトは、アメリカ合衆国南西部の景観都市サンタフェの街並み。
さらに、当店は日本の商業施設としては初めて、建設資金の調達にあたりSPC（特定目的会社）を利用した。ダイエーはまず地主との間で20年の借地契約を結び、当店の建物を建設。この借地権と建物を信託銀行に信託し、さらにその信託受益権をSPCに売却、SPCとダイエーや各専門店との間でテナント契約を結ぶというスキームをとった。このSPCは三井不動産が約27億円を優先出資して海外で登記している。この手法によりダイエーは初期投資資金を総事業費の約4割である約30億円に低減している。
施設内は、ダイエー マリナタウン店の売場が「フーズタウン」「ファッションタウン」「ホームワールドタウン」「キッズワンダータウン」に分散していたが、アカチャンホンポなどの大型テナントの入居により、現在は「フーズタウン」「ファッションタウン」に集約された（文具やインテリアなどはファッションタウンで取り扱っている）。「スポーツギャラリー」ゾーンには、オレンジワン マリナタウン（コナミスポーツクラブ福岡マリナタウンを経て現在はイトマンスイミングスクール福岡マリナタウン校）が入居。
2015年9月1日にイオン九州にショッパーズモールマリナタウンの営業権が承継され「イオン マリナタウン店」となった。
2023年7月14日にリニューアルオープンされ、同じイオングループのイオンサヴールが運営するフランス発の冷凍食品専門店「ピカール」のインショップ業態「プティピカール」が九州地方に初出店されたほか、イオン九州内で最大規模となる「オーガニック&ナチュラル」コーナーが設置され、同コーナー内にイオングループのビオセボン・ジャポンが展開するフランス・パリ発のオーガニックスーパー「ビオセボン」の商品も取り扱われる。レジもキャッシュレス専用のフルセルフレジが導入され、駐車場は九州地方で初導入となるタイムズ24が開発した「動体認証AIカメラ」によってチケットレス化され、入庫から3時間以内に出庫する場合は精算機での手続きも不要化された。

## テナント
出店全店舗一覧は公式サイト「フロアガイド」を参照。

## アクセス
2008年まで九州観光バス運営による姪浜駅への無料シャトルバスが運行されていた。2023年7月現在は西鉄バスの「郵便局前」または「マリナタウン第1」または「愛宕神社入口」が当店最寄りの停留所となる。